# 广西藤山柳
广西藤山柳（学名：Clematoclethra guangxiensis）为猕猴桃科藤山柳属的植物，为中国的特有植物。分布在中国大陆的广西等地，见于山地沟谷旁疏林中，目前尚未由人工引种栽培。
其种加词“guangxiensis”意为“广西的”。
现接受名为藤山柳（Clematoclethra scandens subsp. scandens, 1890）。